# エミール・アヨー
エミール・アヨー（Emile Aillaud、1902年1月18日 - 1988年）はフランスの建築家。

## 経歴
1902年、バルセロネットに生まれる。ボザールで建築を学ぶ。後にはアトリエ・パトロンも勤める。
1937年に第1作である「美の宮殿」をパリ万国博覧会で発表しているが、この時はまだ話題を呼ぶこともなかった。
第二次世界大戦中は戦禍を避けリヨンやボルドーなどを転々としている。
アヨーが注目され出すのは戦後になってからで、集合住宅の分野における独自の方法論で知られるようになる。作風として個性的で意外性のあるものが多く、集合住宅においてもヒューマンスケールを心がけ、単調さを避ける傾向がある。不定形や正弦曲線、うねる道すじや湾曲状の配置構成などを多用するほか、スーパーグラフィックなども積極的に採用する。
1988年、パリで死去。

## 作品
- アプル・ボアール地区集合住宅 ボビニー 1958年
- クールティエール地区集合住宅 バンタン 1961年
- ウェイズベルグ地区集合住宅 フォルバック 1966年
- ナンテール集合住宅 ナンテール